# Гленмор (водосховище)
Водосховище Гленмор (англ. Glenmore Reservoir) — велике водосховище ріки Елбоу у південно-західному квадранті Калгарі, Альберта. Воно контролюється греблею Гленмор, бетонною гравітаційною греблею на ріці Елбоу. Водосховище Гленмор є основним джерелом питної води для міста Калгарі. Гребля була побудована у 1932, ціною $3.8 мільйона, вона контролює нижню течію річки Елбоу, тим самим дозволяючи розробляти власність біля берегів річки з меншим ризиком повіді.
По периметру водосховища прокладена мальовнича, безперервна 16-кілометрова багатофункціональна стежка/пішохідна та велосипедна доріжка вздовж краю води, з'єднуючи популярні міські напрямки, такі як пляж Герітадж Маріна, Парк Герітадж, Південний парк Гленмор, Вітрильний клуб Гленмор, Природний парк Weaselhead Flats, Північний парк Гленмор, Клуб каное Калгарі, Веслувальний клуб Калгарі і Гольф-Клуб Earl Grey [Архівовано 2024-04-18 у Wayback Machine.].
Водойма має дзеркало води 3,84 км2 (1,48 миля2) і водозбірний басейн 1 210 км2 (470 миля2). З 2017 до 2020, місто Калгарі відремонтувало та модернізувало греблю Гленмор ціною $81 мільйон.
На заході водосховище межує з резервацією Тсуу-Т-Іна, на півночі з громадами Лейкв'ю та Північним Гленмор, на сході з районом Ігл-Ридж (який розташований на півострові поряд з парком Герітадж), на півдні з громадами Оукридж, Паллісер та Памп-Гілл.

## Історія

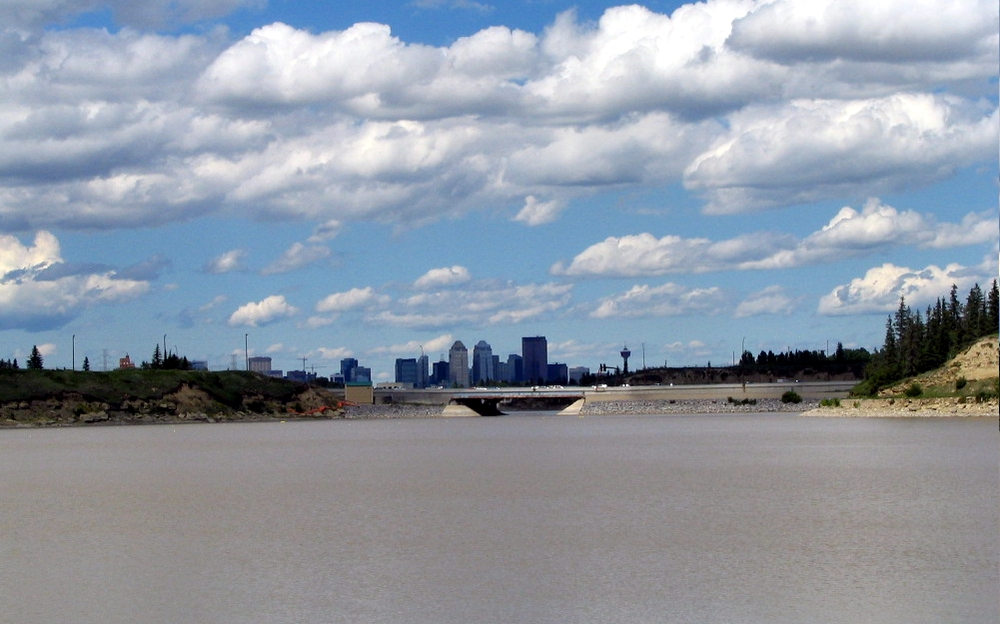
Вид на Даунтаун Калгарі з водосховища Гленмор

Водосховище Гленмор розташоване на землі, де оригінально заселився першопроходець Калгарі Сем Лівінгстон, який дав області ім'я Гленмор («велика долина» гельською).
Місто Калгарі почало обмірковувати потребу нового джерела питної води у ранніх 1900-их. Алдермен Джон Вотсон запропонував самопливний водопровід, що живиться з річки Елбоу у квітні 1907 року. Проблема дефіциту води і стіку продовжували погіршуватися у 1920-их, а Calgary Herald почав звітувати каламутний стан річок Елбоу та Боу у квітні 1926 року. Місто найняло канадське архітектурну фірму з Gore, Naismith and Storrie для вивчення недостатнє та часто забруднене водопостачання у липні 1929 року, опісля фірма порекомендувала 12 варіантів виправлення ситуації, включаючи дамку та водосховище Гленмор.
Місто Калгарі зрештою отримало схвалення ідеї щодо греблі та водосховища від Уряду Канади відповідно до закону про зрошення у пізніх 1920-их. Фінальним кроком було схвалення від електорату, яке прийшло у вигляді плебісциту під час Муніципальні вибори в Калгарі 1929. Виборці Калгарі схвалили підзаконний акт для запозичення $2.77 мільйона для проєкту та інших поліпшень водних споруд.
За наявності необхідного федерального схвалення та фінансування, місто розпочало придбання землі в області, необхідної для виконання проєкту. Це включило 539.5 акрів з нації Тсуу-Т'іна (раніше Індійської Резервації Сарсі). Фінальна виплачена ціна була $50 за акр, усього $29,675. Покупка була узгоджена з адвокатом Леонардом Брокінгтоном від імені міста. Брокінгтон був відомий у нації Тсуу-Т'іна і йому раніше надали ім'я «Вождь Жовтий йде з-за пагорба», і як умова продажу, Брокінгтон отримав ім'я «Вождь Везелгед» на честь традиційної назви місцевості, щоб гарантувати, що назва продовжуватиме жити. Місто самостійно оцінило землю Тсуу-Т'іна у $32,642.50, з різницею у $2,596.50 від фінальної ціни. Інші землевласники в області отримували від $111 до $400 за акр для проєкту.
Мер Ендрю Девісон розрізав перший дерен на церемонії 26 липня 1930 року, щоб урочисто відкрити найбільший інфраструктурний проєкт, реалізований містом на той час. Перший бетон був залитий 13 жовтня 1930 року, а восени 1931 МакДіармід розпочав будівництво водоочисної станції.
Дорога купівля землі та зростаюча вартість проєкту призвели до того, що судовий розгляд під керівництвом судді верховного суду Альберти Альберта Евінга у 1932. У ході розслідування були вивчені всі аспекти фінансування проєкту, включаючи придбання землі, укладення контрактів, трудові відносини та управління. Остаточний звіт судді Евінга не виявив жодних доказів протиправних дій.
Гребля була завершена та запрацювала 19 січня 1933 року, що відбулося без офіційної церемонії. Через тиждень після цього відбувся день відкритих дверей, який відвідали тисячі калгарян.
Коли територію затопило (літом 1933), частина будинку Лівінгстона був збережений і зараз розташований у парку Герітадж, який межує з водосховищем.
Проєктна потужність розрахована на обслуговування 200,000 людей, але у 1949 повідомлялося, що система знаходиться «під майже постійним навантаженням» при населенні 105,000 калгарян. Місто виконало розширення фільтрації за $1.5 мільйона у 1957 році, яке подвоїло об'єм води. Додатковий об'єм було повторно додано у 1965 з вісьмома фільтруючими шарами та насосною станцією високого підйому. Адмініструвальна та дослідницька лабораторія була завершена в 1979. Згодом місто побудувало очисну станцію Берспав у 1972 році на річці Боу, щоб доповнити міське водопостачання.

### Повідь у 2005
Хоча гребля зазвичай забезпечує ефективний захист від поведей, велика повідь у липні 2005 року призвело до перевищення ємності водосховища. Надлишок розлився через греблю і потрапив у річку. Потік нижче за течією збільшився з нормального середнього показника 20-30 кубометрів на секунду до 350 кубометрів на секунду. В результаті, деякі дороги було закрито і 2,000 калгарян які жили нижче за течією, були евакуйовані. Водоочисна станція Гленмора мала труднощі з очищенням сильно замуленої води, що змусило муніципальну владу запровадити обмеження на водопостачання. Міністерство середовища та зміни клімату Канади зазначило

### Повідь у 2013
У червні 2013 року, сильні зливи на захід від міста призвели до того, що водосховище перевищило свою ємність. Я і у 2005, надлишкова вода перелилася через грублю у річку Елбоу, з потіком за течією до 544 кубометрів на секунду. 75,000 людям з 26 районів в області річок Боу та Елбоу було оголошено про обов'язкову евакуацію, оскільки річки вийшли з берегів і затопили околиці. Міська влада закликала калгарян, особливо 350 000 людей, які працюють у центрі міста, залишатися вдома і обмежити поїздки, які не є життєво важливими. На відміну від повіді 2005, водоочисна станція Гленмора не мала жодних труднощів з очищенням води. Однак міська влада запровадила обмеження на полив вулиць, щоб забезпечити високу якість води протягом усього інциденту. Влада назвала цю повідь найгіршою в історії Альберти. Після повіді, дослідження, проведені на замовлення міста та провінції, вивчали будівництво тунелю вартістю $457 мільйонів для відведення води від майбутніх поведів.

### Покращення у 2018—2020
У 2018, трьохрічний проєкт почав покращення греблі Гленмор через старіння, щоб збільшити її ємність та покращити її стійкість до поведів. Реабілітовано саму греблю; у верхній частині греблі були встановлені 2.5 м сталеві ворота, які збільшили ємність приблизно на 10 мільярдів літрів; і замінено мостовий настил на греблі, щоб створити більше простору для користувачів доріжки. Цей проєкт вартісю $81 мільйон також передбачав спустошення водосховища під час 2018 до того, що тільки човни з ручним приводом могли використовувати водосховище для плавання, а гребний човен S.S. Moyie з парку Герітадж був змушений залишатися в доці.

## Особливості
Гребля Гленмор — це гравітаційна гребля, яка використовує силу тяжіння (вагу) структури щоб протистояти горизонтальному тиску води всередині греблі. Ці масивні грублі протистоять натиску води виключно власною вагою.
Водоочисна станція Гленмор, побудована в три етапи в 1933, 1957 і 1965 роках, є конвенційною очисною станцією, яка отримує воду з річки Елбоу. Водоочисна станція Гленмор постачає питну воду півдню Калгарі.

### Контроль поведей
Водосховище підтримується на рівні, який, в залежності від швидкості течії річки Елбоу, максимально мінімізує ризик поводей навколо водосховища та нижче за течією від греблі. У періоди, коли швидкість течії річки Елбоу досягає небезпечних рівнів, вода може бути випущена з дамби, щоб запобігти переливу.[неякісне джерело]

## Відпочинок
Місто Калгарі пропонує уроки плавання під вітрилами й оренду човнів на водосховищі. Водосховище є домом Вітрильного клубу Гленмор [Архівовано 2018-05-27 у Wayback Machine.], Веслувального клубу Калгарі та Клубу каное Калгарі як для соціальних, так і для організованих спортивних заходів у Калгарі. З 1 травня до 31 жовтня водосховище відкрите для рибальства, плавання під вітрилами, веслування та плавання на каное. Плавання у водосховищі заборонене.

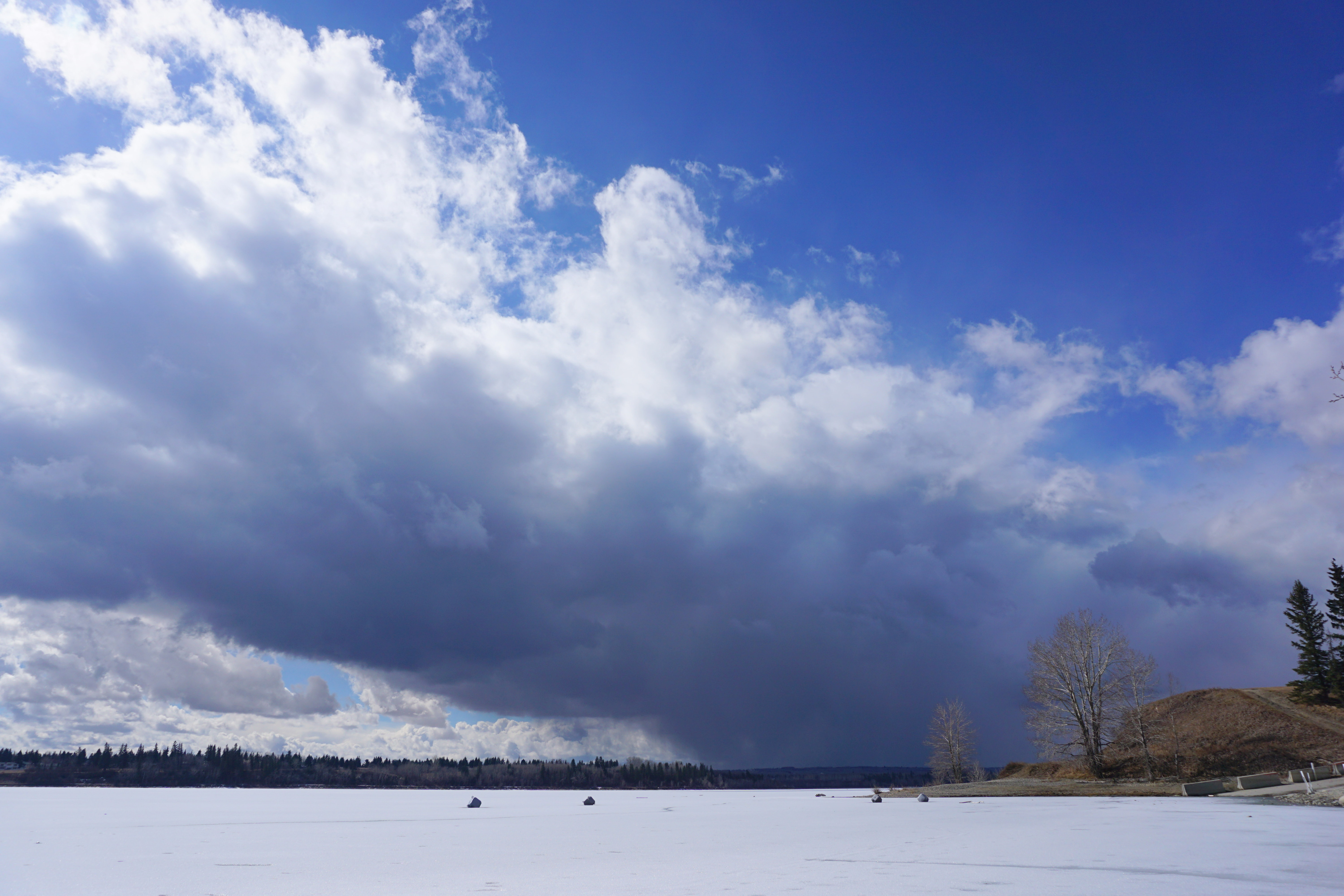
Водосховище Гленмор, 25 березня 2016 року

По периметру водосховища Гленмор прокладені популярні пішохідні та велосипедні доріжки, які відкриті цілий рік.

## Закони
Гребля та водосховище Гленмор були створені для забезпечення калгарянам безпечного та достатнього постачання питної води з підзаконними актами, прийнятими для підтримки якості води. Згідно із Законом про водоканал, ніхто не повинен:
- заходити або перебувати у воді чи на льоду водосховища Гленмор;
- розміщувати будь-який об'єкт або річ у воду або на лід водосховища Гленмор або будь-який потік у водосховище Гленмор;
- робити щось або розміщати чи кидати щось, що може забруднити або засмітити воду водосховища Гленмор;
- дозволяти під'єднання будь-якого стоку до будь-якої споруди або пристрою, що зливає воду у водосховище Гленмор.[19]

### Собаки на водосховищі
Згідно Закону Калгарі про відповідальне володіння домашніми тваринами, власник будь-якої тварини повинен забезпечити, щоб його тварина не входила і не перебувала у воді або на льоду водосховища Гленмор у будь-який час.

### Пов'язані закони
Правила користування водосховищем Гленмор можна знайти в розділі 23 Закону про водоканал [Архівовано 2015-05-08 у Wayback Machine.] та в розділі 16 Закону про відповідальне володіння домашніми тваринами [Архівовано 2018-01-19 у Wayback Machine.].